# تمثال سيدة الوادي
تمثال السيدة العذراء بالناصرة هو أكبر تمثال للسيدة العذراء في منطقة الشرق الأوسط ، يقع التمثال على قمة جبل السايح بقرية الناصرة في منطقة وادي النصارى التابع لمحافظة حمص وسط سوريا ، تم تدشين التمثال بتاريخ 16 / 8 / 2009 ويبلغ ارتفاع التمثال 30 متراً فيما ترتفع القمة التي انتصب عليها التمثال ترتفع 980 متراً عن سطح البحر (جبل السائح) ويقع التمثال بالقرب من مقام القديس السايح وكنيسة سيدة الوادي.
تمت مراسم التدشين وإنارة التمثال الأكبر في الشرق الأوسط بحضور كبار المسؤولين من محافظة حمص وبحضور نخبة من رجال الدين المسيحي، قامت بتصميم التمثال شركة إيطالية متخصصة ونفذته شركة كورية بالاشتراك مع مهندسين ومختصين سوريين، واستغرق انجاز المشروع 70 يومآ ويقع التمثال على مساحة 4000 متر مربع، وينتصب فوق مبنى من ثلاثة طبقات، وحصص الدور الأول متحف ولبيع الايقونات والهدايا والتذكارات والدور الثاني صالة وقاعة لكبار الزوار والضيوف، وستقوم مجموعة الخير الاقتصادية السورية التي تبرعت بالمشروع بأنه سيتم إنشاء تلفريك يربط قلعة الحصن بجبل السايح وبموقع التمثال.
أُقيم قداس برآسة البطريرك أغناطيوس الرابع هزيم بطريرك انطاكية وسائر المشرق قبل تدشين التمثال الأكبر للسيدة العذراء في سوريا والشرق الأوسط وحضر القداس نائب محافظ حمص وعدد من رجال الدين.